# Rhynchosia reptabunda
Rhynchosia reptabunda är en ärtväxtart som beskrevs av Nicholas Edward Brown. Rhynchosia reptabunda ingår i släktet Rhynchosia och familjen ärtväxter. Inga underarter finns listade i Catalogue of Life.